# Bedford RL

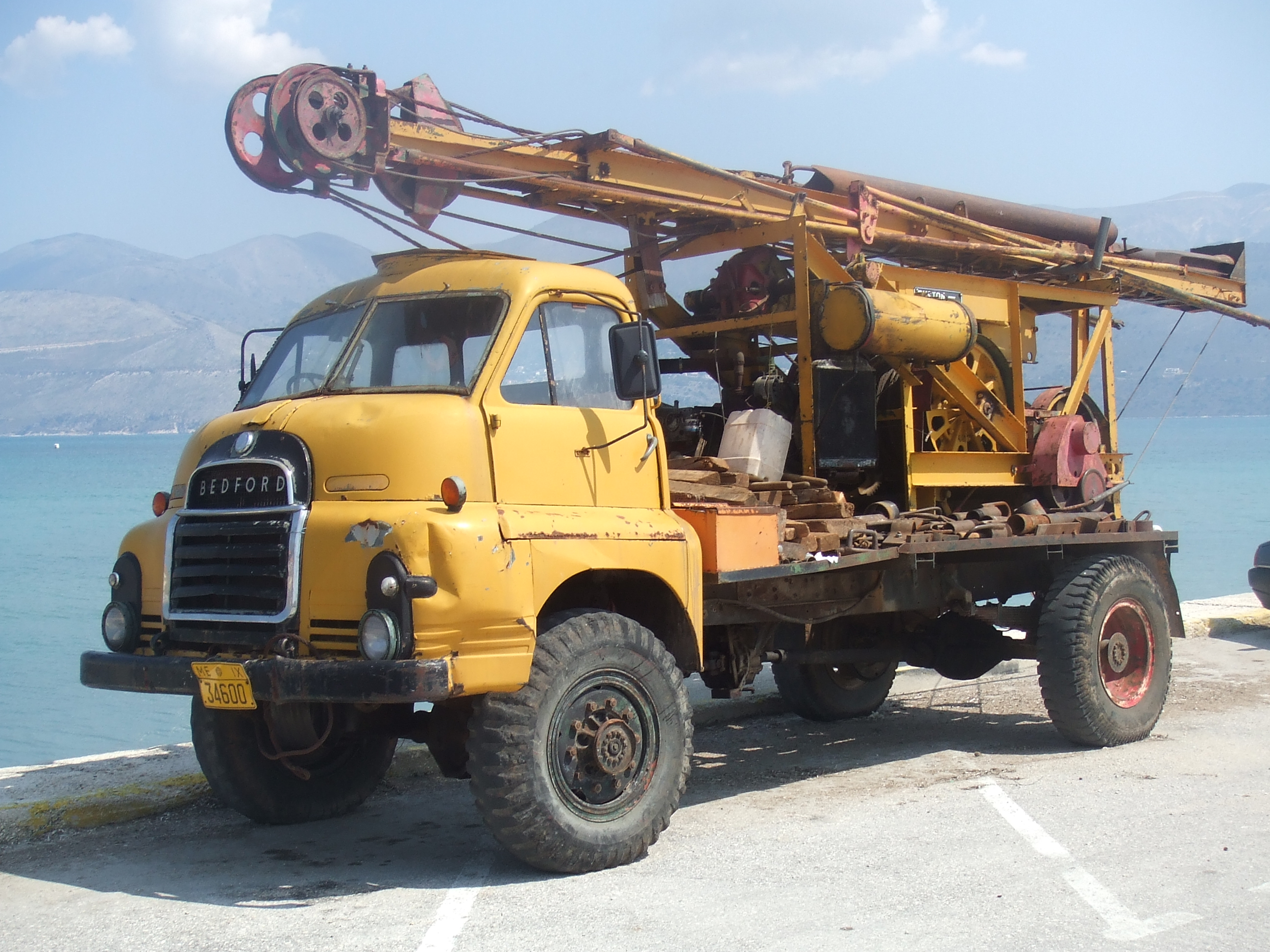
Châssis-cabine Bedford 4WD avec une foreuse montée sur châssis par Ruston-Bucyrus

Le Bedford RL est le principal camion moyen de l'armée britannique, construit entre 1953 et 1975 par Bedford, filiale utilitaire du constructeur anglais Vauxhall. Le Bedford RL est le remplaçant du Bedford QL (en).  Il était fabriqué à Dunstable dans le Bedfordshire.   

## Histoire
Le Bedford RL est basé sur le Bedford SCL, un camion civil de 7 tonnes. La version militaire disposait de quatre roues motrices, également de plus grandes dimensions, afin d'augmenter la garde au sol.  
Le dernier RL a quitté la chaîne de production au début des années 1970, après avoir été produit à 74 000 exemplaires.

## Conception
Le RL était alimenté par un moteur à essence  de 4,9 L produisant 110 HP, même si certains étaient équipés de moteurs diesel.